# Epipedocera lunata
Epipedocera lunata är en skalbaggsart som först beskrevs av Newman 1842.  Epipedocera lunata ingår i släktet Epipedocera och familjen långhorningar.
Artens utbredningsområde är:
- Filippinerna.
- Taiwan.

Inga underarter finns listade i Catalogue of Life.